# Fernande Peyrot
Fernande Peyrot   (Ginebra, 21 de novembre de 1888 - Ginebra, 10 de març de 1978) va ser una compositora i professora de música suïssa.
L'obra de Peyrot abasta diferents gèneres i inclou un gran nombre d'obres corals i música de cambra, diverses obres orquestrals i partitures per al teatre de titelles de Ginebra. Les seves composicions es van tocar sovint en festivals de l'Associació de músics suïssos, o per diferents grups de Ginebra. El director suís-francès Ernest Ansermet va estrenar la seva Masse el 1918 i la seva La petite sirène el 1949.

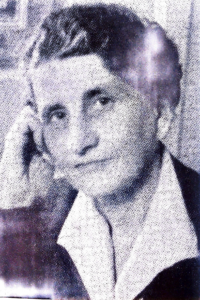
Fernande Peyrot

## Biografia
Fernande Peyrot va estudiar al Conservatori de música de Ginebra, amb Ernest Bloch i Émile Jacques-Dalcroze al Conservatori de música de Ginebra. 
Al 1916 va obtenir el Diploma Superior del Ritme, un mètode pedagògic musical elaborat per Jacques-Dalcroze, i integrat per l'Institut Jacques-Dalcroze, on més tar ensenyarà harmonia i improvisació durant 50 anys.
L'any 1919 s'instal·la a París, on continua els seus estudis de composició a l'École Normale de Musique de Paris amb André Gédalge i Paul Dukas. Allà difondrà el mètode rítmic que havia adquirit a Ginebra, impulsat per Dalcroze.
Un any més tard, torna a la seva ciutat natal i reprèn la docència a l'Institut Jacques-Dalcroze, mentre continua amb la seva carrera compositiva.
Ella va ser l'encarregada de compondre l'obra per a la inauguració de l'exposició SAFFA al 1958 a Zúric. La peça Intrada va ser interpretada a Wasserkirche per l'orquestra femenina de l'exposició, en presència dels membres del Consell federal. El concert va ser dirigit per Heidi Salquin. Es va poder escoltar en directe a la ràdio genovesa.
Formà part de l'Association des artistes musiciens de Genève.

## Estil compositiu
La música de Fernande Peyrot es caracteritza per una expressivitat extremadament íntima, i sense manca de precisió rítmica i dinàmica detallada.
En una entrevista de la periodista Blanche Strubin a "Tribune de Geneve" el 7 d'abril de 1962, Fernande Peyrot afirma que la composició és un acte temerari i no premeditat. Defensa que no pot adherir-se a la tècnica serial, a un sistema preestablert; només quan les coses estan fetes s'adona del que ha aconseguit.

## Composicions per a guitarra
Les primeres obres conegudes de Peyrot per a guitarra foren un conjunt de quatre Prèludes publicats al 1986 por Hug & Co. (Zurich) i una Petite Suite per a guitarra amb data de 1954, dedicada al guitarrista espanyol José de Azpiazú.

### Composicions per Andrés Segovia
Al maig de 2001 es va trobar el manuscrit d'un conjunt de quatre Prèludes entre els papers de la Fundació Andrés Segovia a Linares (Espanya), un dels quals porta la dedicatòria para Andrés Segovia.
Dos d'aquests quatre Prèludes són idèntics als publicats per Hug amb els números 1 i 3; altre dels preludis de l'arxiu de Segovia sembla que és el mateix que el Prèlude 4 del conjunt Hug, però transposat un to més baix; i hi ha un Preludi curt que falta al conjunt Hug, mentre que el Preludi 2 del conjunt Hug no s'ha trobat a l'arxiu de Segovia.
Existeixen, doncs, cinc preludis, dels quals un no està publicat.
Una altra composició és Tema i variacions, la qual l'Arxiu Segòvia conserva el manuscrit original, i que no està inclosa a l'arxiu Peyrot de Ginebra. L'únic exemplar que es conserva d'aquesta obra és el que Fernande Peyrot va regalar a Andrés Segovia. La va conservar amb cura tot i no interpretar-la públicament als recitals.

## Obra
Fernande Peyrot compta amb un repertori d'obres divers i per diferents formacions. Va escriure tant música vocal (cors, cançons i petites melodies) com música instrumental, sobretot per formacions de cambra, encara que també té composicions per orquestra i instruments solistes (piano, guitarra, violí).
- Suite per cordes
- 2a suite per orquestra de cambra
- Intrada per la SAFFA, per orquestra de cordes i 2 flautes
- Nocturne per orquestra d'infants
- Ballade per orquestra d'infants
- Esquisse symphonique per petita o gran orquestra
- Quatre Esquisses per violí solista
- Préludes per guitarra
- Thème et variations per guitarra
- De toutes les couleurs. 12 mélodies à chanter et jouer. 12 morceaux courts pour jeunes pianistes
- El alph: 20th and 21st century guitar music
- Trio per flauta, violí i piano
- Trois Miniatures: peces fàcils per piano (Drei Miniaturen: sehr leichte Stücke für Klavier)
- Sonate per violí i piano
- Missa per cor i orquestra
- La petite sirène per oquestra

## Reconeixement
L'any 1950 va ser premiada al Concours international des femmes compositeurs que es celebrà a Basilea, amb els seus dos Trio per veu femenina i harpa.
L'any 1961 guanyà també amb un Trio per flauta, violí i violoncel en un concurs  a Mannheim.
El Conservatoire Musique de Genève va oferir a Fernande Peyrot un concert amb motiu del seu 60è aniversari, on va interpretar obres seves.
A Ginebra, les seves obres s'estrenaven amb freqüència per intèrprets de la zona i les seves composicions formaven part del seu repertori.